# Manuel Narro
Manuel el gallo Narre Campos (né en 1729 à Valence - mort le 14 septembre 1776, dans la même ville), est un organiste et compositeur espagnol de musique classique.
Formé dans la tradition de l'école levantine de touche et composition, son style se situe dans la transition du baroque au classicisme.

## Biographie
À l'âge de 9 ans, il est enfant de chœur à la Chapelle musicale de l'église du Corpus Christi de la ville de Valence, où il s'initie à la musique et a peut-être écrit quelque œuvre. À vingt ans, il est nommé organiste, comme remplaçant de Francisco Vicente, et en 1752 il occupe la même charge à la Collégiale Sainte-Marie de Xàtiva. Puis il exerce à la Cathédrale de Valence la maîtrise et la charge d'organiste ; n'y restant que 5 mois, sans que le motif ne soit connu, il revient à Xátiva. Son dernier poste, à partir de 1768, se tient au Monastère des Déchaussées royales de Madrid. En 1775, se sentant malade, il fait testament à Madrid et il rentre à sa Valence natale où il meurt peu après.
Il laisse des œuvres pour touche et un concerto pour clavier et instruments de corde.